# Стефан Кожухаров
Стефан Емануилов Кожухаров е български литературовед, изследовател в областта на старобългарската поезия, връзките между славянската и византийската химнография, Търновската книжовна школа и др. 

## Биография
Роден е на 13 ноември 1934 г. в с. Петърч, област София. Завършва Духовната семинария през 1953 г., Духовната академия в София през 1957 г. и българска филология в Софийския държавен университет през 1965 г. 
Първоначално работи като учител (1966-1967 г.), по-късно в Народната библиотека (1968 г.), като филолог-специалист в Института за български език при БАН (1968–1969 г.) и най-накрая като специалист по филология в Института за литература при БАН (от 1972 г.). 
Специализирал е в Ленинград (1978 г.). Бил е гост-професор в Университета в Охайо, САЩ (1981 г.). 
От 1988 г. е ст.н.с. в Института за литература, от 1990 г. – ръководител на Секция по стара българска литература, а от 1992 г. – директор е на Института за литература при БАН. 
Автор е на монографията „Опис на славянските ръкописи в библиотеката на Зографския манастир в Света гора“ (1985 г., в съавт.). 
Съставител и редактор е на „Българска литература и книжнина през XIII в.“ (1987 г.). 
Член е на редакторската колегия и автор в „Кирило-Методиевска енциклопедия“ (1985 г.).
Умира в София на 25 януари 2000 г.